# Стара Площиця
45°46′ пн. ш. 16°53′ сх. д. / 45.76° пн. ш. 16.88° сх. д.
Стара Площиця (хорв. Stara Plošćica) — населений пункт у Хорватії, в Б'єловарсько-Білогорській жупанії у складі громади Іванська.

## Населення
Населення за даними перепису 2011 року становило 258 осіб.
Динаміка чисельності населення поселення: